# Rick Mitchell
Rick Mitchell   (Sydney, 24 de març de 1955 - Brisbane, 30 de maig de 2021) fou un atleta australià, especialitzat en la prova de 400 m en la qual va arribar a ser subcampió olímpic el 1980.
Als Jocs Olímpics de Moscou de 1980 va guanyar la medalla de plata en els 400 metres, amb un temps de 44,84 segons, arribant a la meta després del soviètic Víktor Markin (or) i per davant de l'alemany Frank Schaffer (bronze).